# 1122년

## 연호
- 북송(北宋) 선화(宣和) 4년
- 요(遼) 보대(保大) 2년
- 금(金) 천보(天輔) 6년
- 일본(日本) 호안(保安) 3년
- 서하(西夏) 원덕(元德) 4년
- 리 왕조(李朝) 티엔푸주에부(天符睿武) 3년

## 기년
- 북송(北宋) 휘종(徽宗) 22년
- 요(遼) 천조제(天祚帝) 22년
- 금(金) 태조(太祖) 8년
- 고려(高麗) 예종(睿宗) 17년
- 서하(西夏) 숭종(崇宗) 37년
- 리 왕조(李朝) 인종(仁宗) 51년

## 사건
- 보름스 협약
- 예종이 터진 종양 때문에 44세의 나이로 세상을 떠남.
- 예종의 장남 해가 14세의 나이로 왕위에 오름. 고려 17대 국왕 인종.

## 탄생
- 고려(高麗)의 문신(文臣) 문극겸(文克謙)

## 사망
- 5월 15일 - 고려의 16대 국왕 고려 예종.